# Zosterops mauritianus
El anteojitos gris de Mauricio (Zosterops mauritianus) es una especie de ave paseriforme de la familia endémica de Mauricio. Anteriormente se consideraba una subespecie del  anteojitos de las Mascareñas, que es su pariente cercano y vive en Reunión.